# Hugo Baldus
Hugo Baldus (12 de Abril de 1921 - † 10 de Junho de 1981) foi um comandante de U-Boot que serviu na Kriegsmarine durante a Segunda Guerra Mundial.